# Гуньба сінна
Гуньба сінна (буркотина, грецьке сіно, окладник, сіре зілля, пажитник, шамбала, фенугрек, чаман, грибна трава) (Trigonella foenum-graecum L.) — однорічна пряно-ароматична рослина, заввишки 50–60 см. Належить до родини бобових. Найімовірніше, батьківщиною рослини є Західна Азія, від Іраку до Афганістану; вид інтродукований у Європі, Африці, південній частині Азії. 

## Будова
Листки трійчасті. Коренева система стрижнева, але проникає неглибоко.
Цвіте невеликими жовтуватими квітками, які розміщені у пазухах листків. Насіння утворюється в бобах трикутної форми, коричнювато-жовтого забарвлення (4 мм), не менше як 20 насінин у бобі.

## Практичне використання

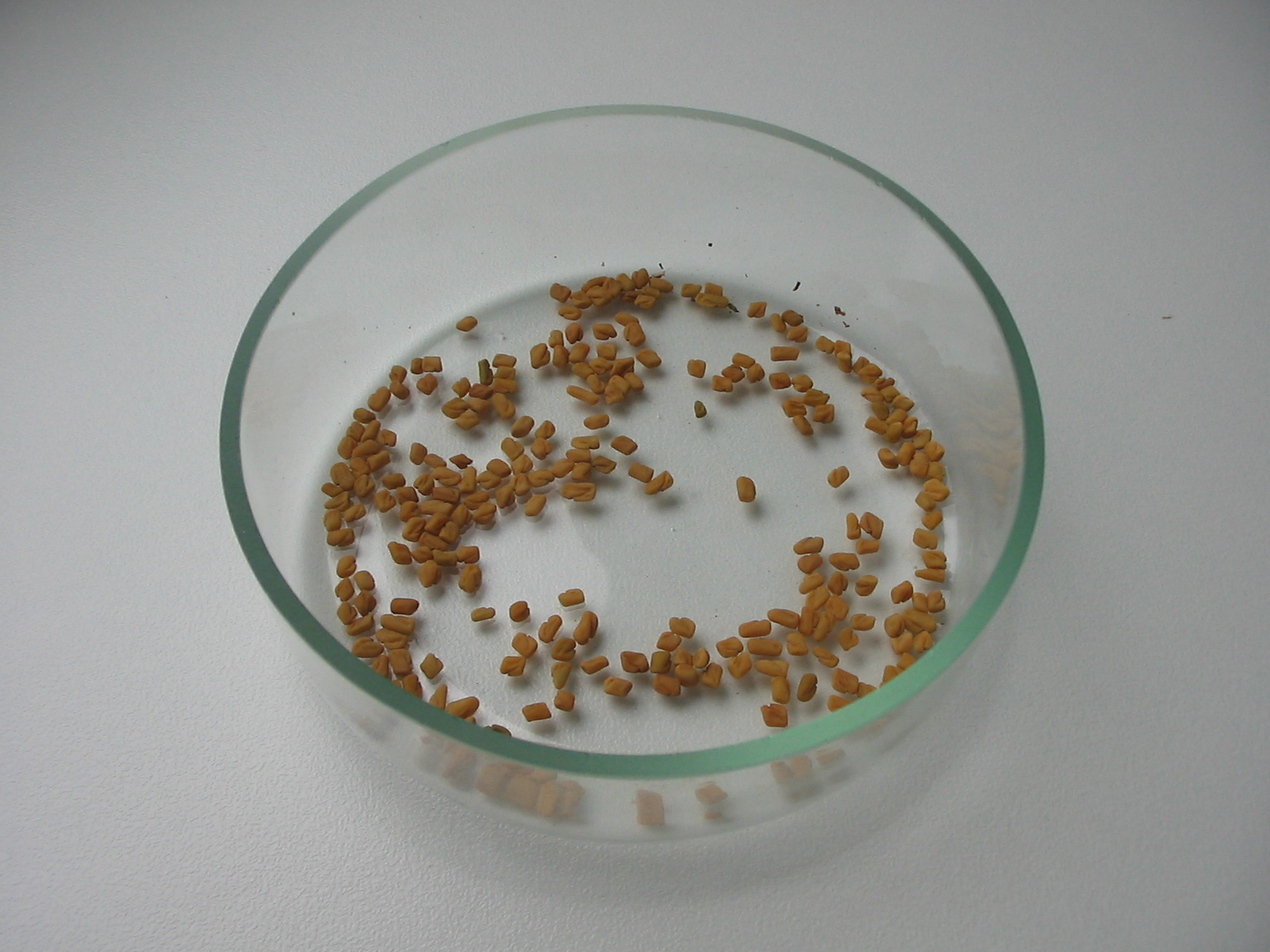
Насіння гуньби

Гуньба сінна має лікувальні властивості, її використовують у фармацевтиці. Вона містить 30 % слизу, який іде на виготовлення бактерицидних пластирів. Використовується як відхаркувальний та протизапальний засіб.
Молоденькі листочки гуньби сінної додають до салатів, супів та соусів. Найбільше використання має сухе та змелене насіння: його беруть за основу багатьох приправ: карі, хмелі-сунелі, із замоченого насіння на Близькому Сході виготовляють соус хільбе, а в тамільській кухні його додають до тіста страв ідлі, доса, уттапам; використовують у кондитерських виробах. За смаком воно солодкувате з гірчинкою. Після обсмажування смак покращується, набуває присмаку паленого цукру. Насінням ароматизують деякі сорти сиру. Також використовують висушену верхівку рослини, розтерту в порошок. Ці прянощі додають до страв з картоплі, грибів, цибулі. З пророслого насіння роблять салати.
Рослину вирощують у промислових масштабах в Середній та Південній Азії. Найбільший виробник гуньби — Індія. В Україні у результаті досліджень було виявлено, що перспективним є вирощування гуньби сінної за ранньовесняних (10.04) та пізньовесняних (25.04−15.05) термінів сівби, коли формується більш розвинена вегетативна маса та встановлена вища урожайність сухої маси (1,4−1,5 т/га).
У Давньому Римі гладіатори використовували напій із попелу насіння гуньби як енергетичний шейк. Такий напій (часто із додаванням попелу насіння інших рослин) багатий на кальцій і сприяв зміцненню кісток. 

## Галерея

Гуньба сінна, грецьке сіно, пажитник сінний, пажитник грецький, шамбала
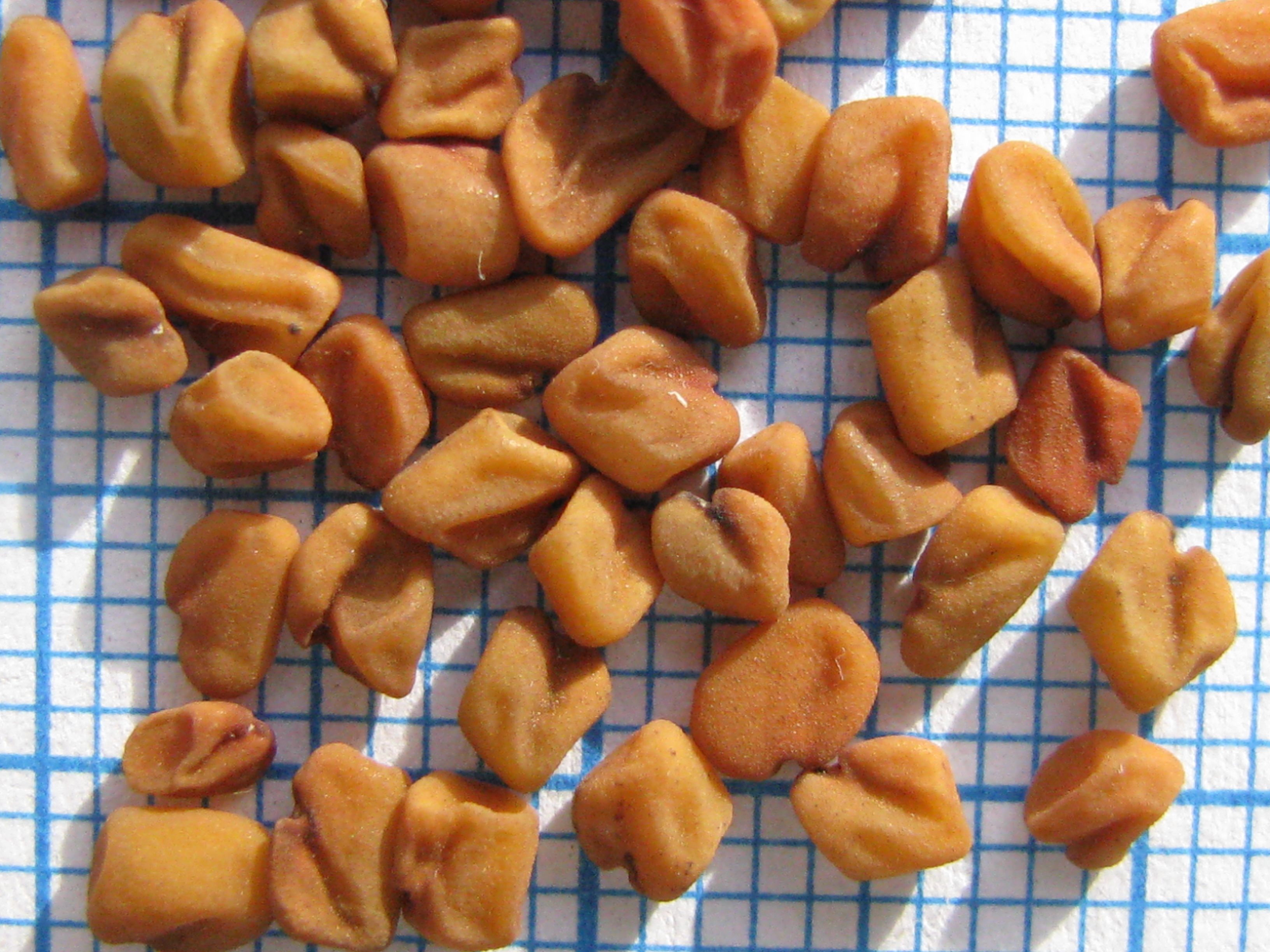
Насіння
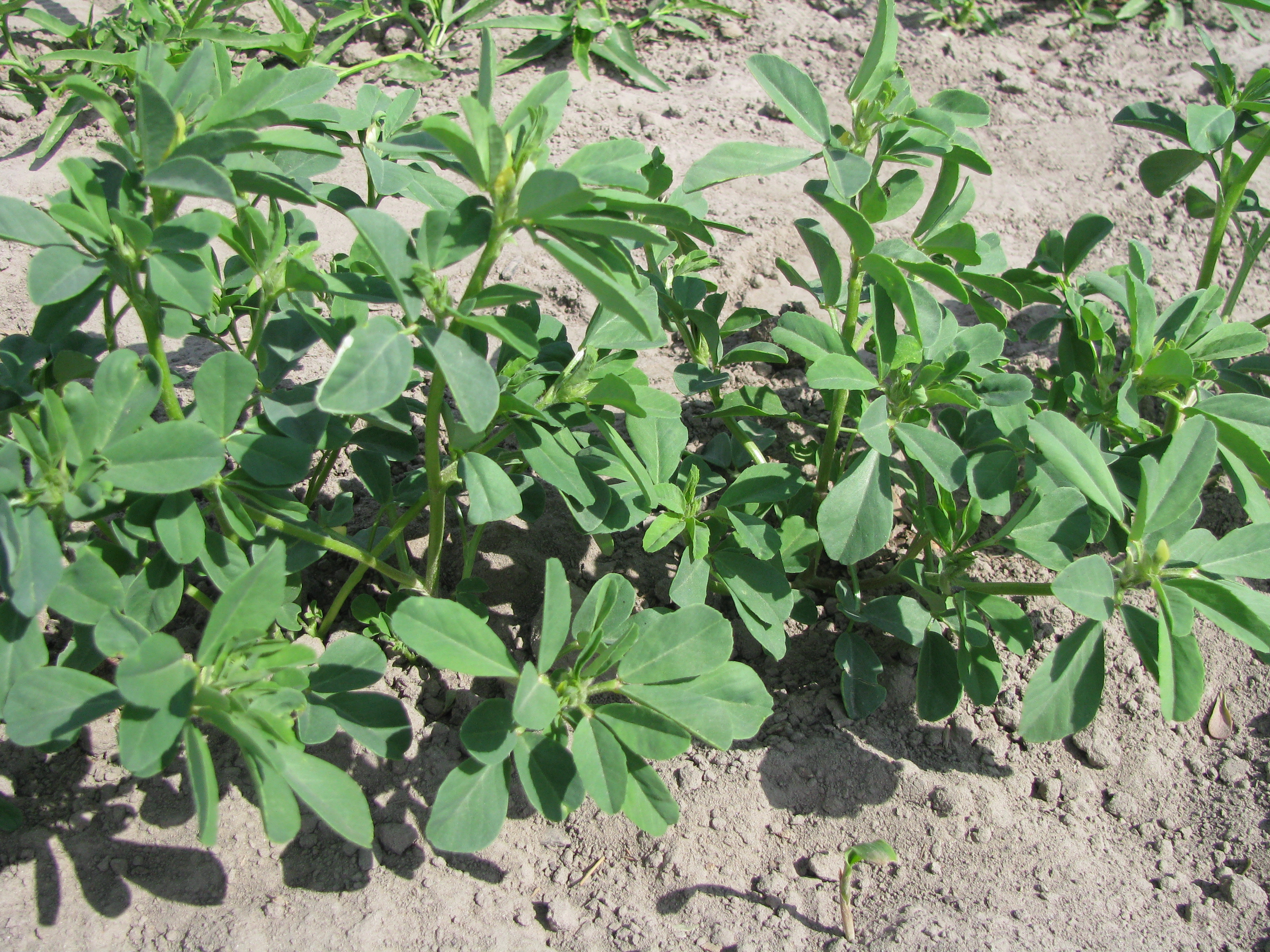
Молода рослина
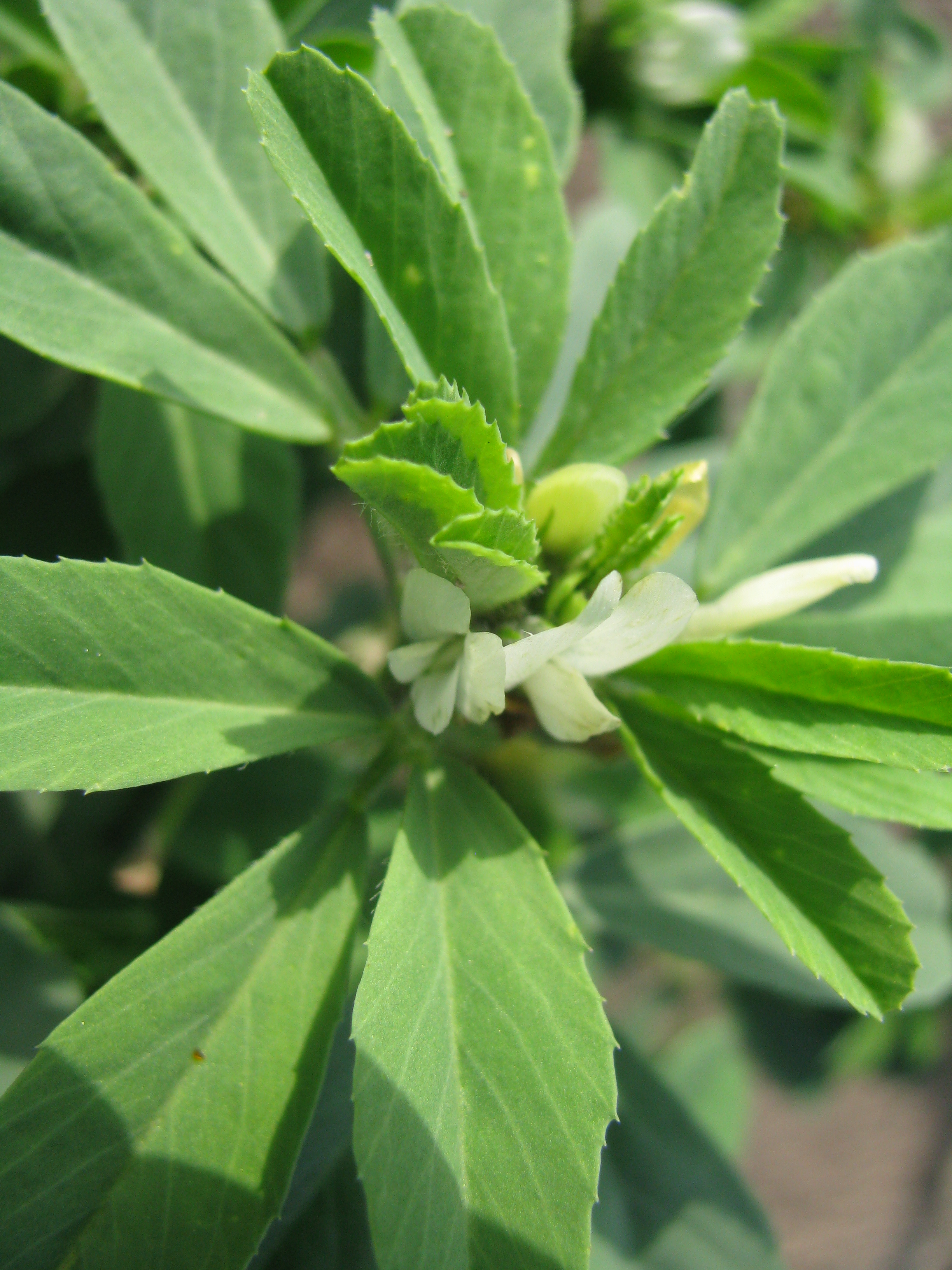
Цвітіння
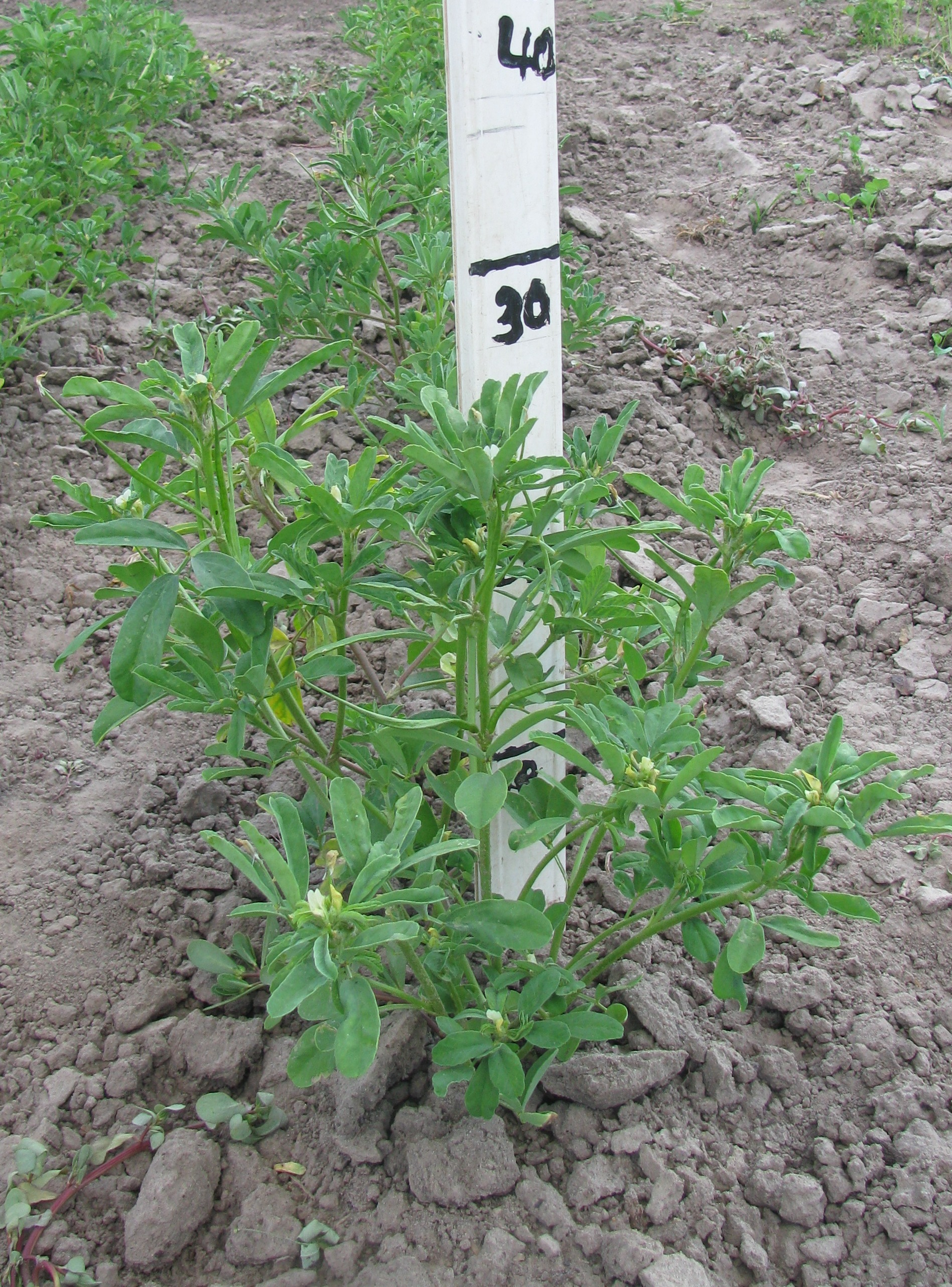
Рослина на дослідній ділянці
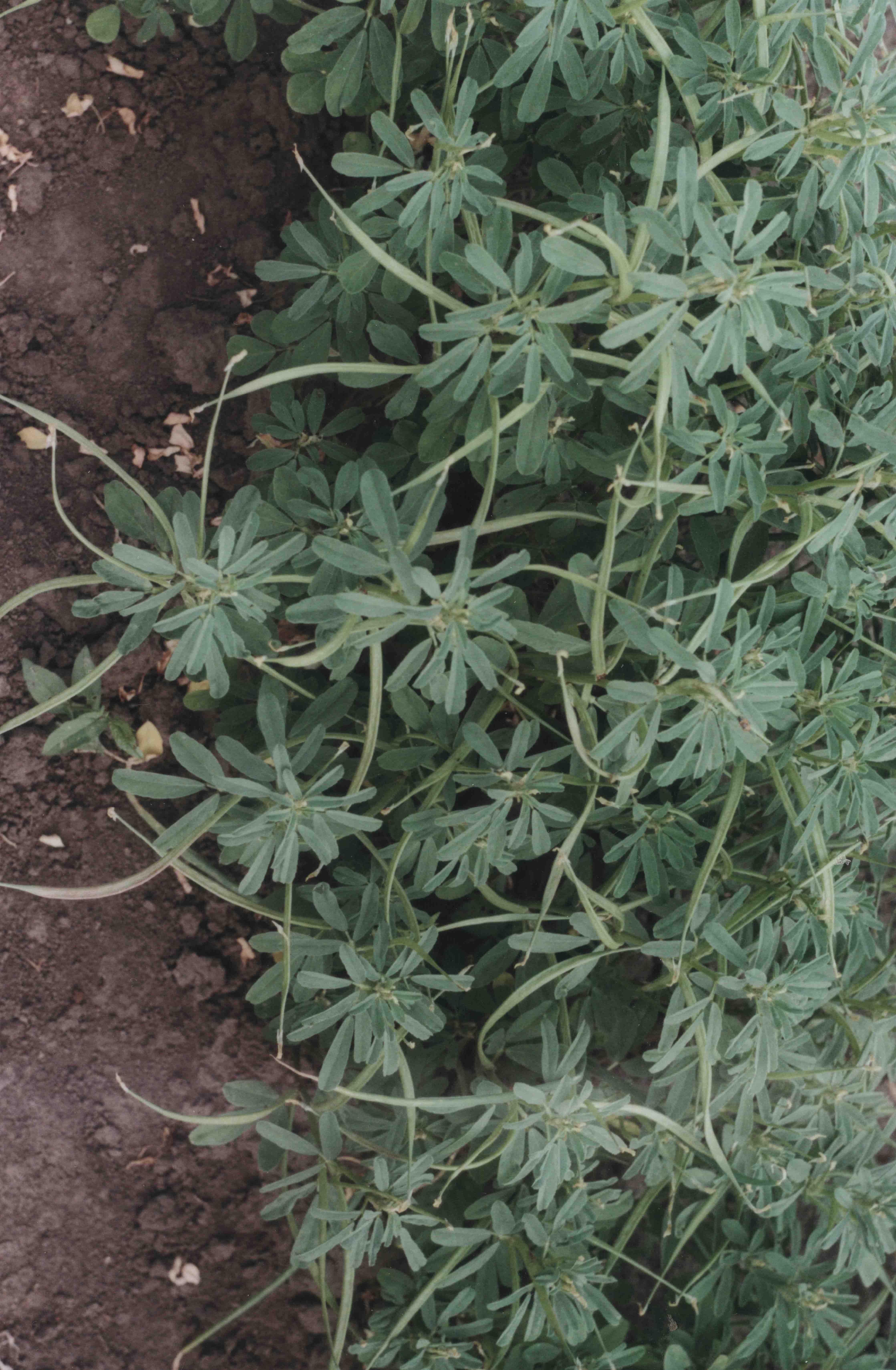
Фаза плодоношення